# Neoxyphinus ducke
Neoxyphinus ducke – gatunek pająków z rodziny Oonopidae.

## Taksonomia
Gatunek ten opisany został po raz pierwszy w 2017 roku przez Níthomasa M. Feitosę i Alexandre Bragio Bonaldo na łamach „Zootaxa”. Jako lokalizację typową wskazano Reserva Florestal Adolfo Ducke w Manaus w brazylijskim stanie Amazonas. Epitet gatunkowy pochodzi od tejże lokalizacji.

## Morfologia
Holotypowy samiec ma 1,55 mm długości ciała. Karapaks jest jajowaty w zarysie, teksturyzowany, o lekko wyniesionej i rowkowanej części głowowej oraz zaopatrzonej w jedną parę małych kieszonek szczecinkowych części tułowiowej, pozbawiony ząbkowania na krawędziach bocznych i kolców na powierzchniach tylno-bocznych. Jego ubarwienie jest bladopomarańczowe. Wysoki i w widoku przednim prosty nadustek ma obrzeżoną krawędź. Kolor szczękoczułków, szczęki i wargi dolnej jest bladopomarańczowy. Bladopomarańczowe, tak długie jak szerokie sternum ma na powierzchni małe dołki. Odnóża są żółte. Opistosoma (odwłok) ma bladopomarańczowe, gładkie, w przedniej części pozbawione ząbków skutum grzbietowe oraz tak samo ubarwione skutum epigastryczne i postepigastryczne. 
Nogogłaszczki samca są w całości białe, wyposażone w jasny, mały embolus pozbawiony listewek oraz guzka przednio-bocznego.

## Rozprzestrzenienie
Pająk neotropikalny, endemiczny dla Brazylii, znany tylko ze stanu Amazonas. 